# Teoría del alma de Platón
La teoría del alma de Platón, que se inspiraba en las enseñanzas de Sócrates, consideraba la psique (en griego antiguo: ψῡχή, romanizado: psūkhḗ, lit. 'respiración') como la esencia de una persona, siendo aquello que decide cómo se comportan las personas. Platón consideraba que esta esencia era un ocupante incorpóreo y eterno del ser de una persona. Platón decía que incluso después de la muerte, el alma existe y es capaz de pensar. Creía que a medida que los cuerpos mueren, el alma renace continuamente (metempsicosis) en cuerpos posteriores. Platón dividió el alma en tres partes: el logistikon (razón), el thymoeides (espíritu, que alberga la ira, así como otras emociones), y el epithymetikon (apetito o deseo, que alberga el deseo de placeres físicos).

## La concepción del alma
Platón fue la primera persona en la historia de la filosofía en creer que el alma era tanto la fuente de la vida como de la mente. En los diálogos de Platón, encontramos al alma desempeñando muchos papeles dispares. Entre otras cosas, Platón cree que el alma es lo que da vida al cuerpo (lo que se articula sobre todo en las Leyes y el Fedro) en términos de automovimiento: estar vivo es ser capaz de moverse a sí mismo; el alma es un automovimiento. También piensa que el alma es portadora de propiedades morales (por ejemplo, cuando soy virtuoso, es mi alma la que es virtuosa, en contraposición a, digamos, mi cuerpo). El alma es también la mente: es lo que piensa en nosotros.

Vemos esta oscilación casual entre diferentes papeles del alma en muchos diálogos. En primer lugar, en la República:
¿Hay alguna función del alma que no se pueda realizar con otra cosa, como cuidar de algo (epimeleisthai), gobernar y deliberar, y otras cosas por el estilo? ¿Podríamos asignar correctamente estas cosas a otra cosa que no sea el alma, y decir que son características (idia) de ella?
No, a nada más.
¿Y el vivir? ¿Negaríamos que ésta es una función del alma?

Que absolutamente lo es.
El Fedón más famoso causó problemas a los estudiosos que intentaban dar sentido a este aspecto de la teoría del alma de Platón.
En consecuencia, el Fedón presenta un verdadero desafío a los comentaristas por la forma en que Platón oscila entre diferentes concepciones del alma.
En los argumentos cíclico y de la Forma de la vida, por ejemplo, el alma se presenta como algo conectado con la vida, donde, en particular en el argumento final, esta conexión se explica concretamente por medio de la conexión conceptual del alma con la vida. Esta conexión se desarrolla aún más en el Fedro y en las Leyes, donde la definición del alma se da como auto-movimiento. Las rocas, por ejemplo, no se mueven a menos que otra cosa las mueva; siempre se dice que los objetos inanimados, sin vida, se comportan así. Por el contrario, los seres vivos son capaces de moverse por sí mismos. Platón utiliza esta observación para ilustrar su famosa doctrina de que el alma se mueve a sí misma: la vida es automovimiento, y el alma da vida a un cuerpo moviéndolo.
Mientras tanto, en los argumentos del recuerdo y de la afinidad, la conexión con la vida no se explica ni se utiliza en absoluto. Estos dos argumentos presentan el alma como un conocedor (es decir, una mente). Esto es más claro en el argumento de la afinidad, donde se dice que el alma es inmortal en virtud de su afinidad con las Formas que observamos en los actos de cognición.
No está nada claro cómo se relacionan estas dos funciones del alma. Sarah Broadie se quejó de que "los lectores del Fedón a veces toman Platón a la tarea de confundir el alma como la mente o lo que piensa, con el alma como lo que anima el cuerpo." Otros fueron II.M. Crombie y Dorothea Frede..
Estudiosos más recientes han revocado esta acusación, argumentando que parte de la novedad de la teoría del alma de Platón es que fue la primera en unir las diferentes características y poderes del alma que se convirtieron en habituales en la filosofía antigua y medieval posterior. Para Platón, el alma mueve las cosas por medio de sus pensamientos, como dice un erudito, y en consecuencia, el alma es a la vez un motor (es decir, el principio de la vida, donde la vida se concibe como auto-movimiento) y un pensador.

## El alma tripartita
El alma platónica consta de tres partes que se localizan en diferentes regiones del cuerpo:
1. el logos (λογιστικόν), o logistikon, situado en la cabeza, está relacionado con la razón y regula las otras partes.
2. el thymos (θυμοειδές), o thumoeides, situado cerca de la región torácica, está relacionado con el espíritu.
3. El eros (ἐπιθυμητικόν), o epithumetikon, situado en el estómago, está relacionado con los deseos.

En su tratado República, y también con la alegoría del carro en Fedro, Platón afirmó que las tres partes de la psique corresponden también a las tres clases de una sociedad (a saber los gobernantes, los militares y los ciudadanos corrientes). La función del epithymetikon es producir y buscar placer. La función del logistikon es gobernar suavemente a través del amor al aprendizaje. La función del thymoeides es obedecer las instrucciones del logistikon mientras defiende ferozmente el conjunto de la invasión externa y el desorden interno.
Ya sea en una ciudad o en un individuo, la justicia (δικαιοσύνη, dikaiosyne) se declara como el estado del conjunto en el que cada parte cumple su función, mientras que la templanza es el estado del conjunto en el que cada parte no intenta interferir en las funciones de las demás. La injusticia (ἀδικία, adikia) es el estado contrario del todo, que a menudo adopta la forma específica en la que lo animoso obedece a lo apetitivo, mientras que juntos ignoran por completo lo lógico o lo emplean en sus afanes de placer.